# Red Bay, Alabama
Red Bay là một thành phố thuộc quận Franklin, tiểu bang Alabama, Hoa Kỳ. Dân số năm 2009 là 3314 người, mật độ đạt 131 người/km².